# Finanzgerichtsbarkeit
Die Finanzgerichtsbarkeit gehört zur Fachgerichtsbarkeit in der Bundesrepublik Deutschland. Ihre wichtigste Aufgabe ist die Gewährung von Rechtsschutz gegen Verwaltungsakte (z. B. Steuerbescheide) der Finanzbehörden (Art. 108 Abs. 6 GG). Die Finanzgerichtsbarkeit wird durch Bundesgesetz einheitlich geregelt.

## Aufbau
Der Aufbau der Finanzgerichtsbarkeit ist, anders als der der übrigen Gerichtsbarkeiten, zweistufig. Die Finanzgerichte sind obere Landesgerichte. In den 16 Ländern bestehen insgesamt 18 Finanzgerichte mit derzeit insgesamt etwa 600 Berufsrichterinnen und Berufsrichtern (zu Namen und Sitz siehe hier). Das Finanzgericht besteht aus dem Präsidenten, den Vorsitzenden Richtern und weiteren Richtern in erforderlicher Anzahl. Einziges Rechtsmittel gegen das Urteil ist die Revision. Diese führt, wenn sie zugelassen wird (§ 115 FGO), zum Bundesfinanzhof in München. Ansonsten kann die Nichtzulassungsbeschwerde erhoben werden (§ 116 FGO). Anders als bei den anderen Gerichtsbarkeiten existiert innerhalb der Finanzgerichtsbarkeit keine zwischengelagerte Rechtsmittelinstanz namens „Oberfinanzgericht“.

## Spruchkörper
Die Spruchkörper bei den Gerichten erster Instanz (den Finanzgerichten) sind entweder der Senat mit drei Berufsrichtern und zwei ehrenamtlichen Richtern oder aber der Berichterstatter als Einzelrichter. Bei den Finanzgerichten werden Senate gebildet. Zoll-, Verbrauchsteuer- und Finanzmonopolsachen sind in besonderen Senaten zusammenzufassen. Der Bundesfinanzhof entscheidet mit fünf Berufsrichtern im Senat.

## Zuständigkeit

Gerichtsorganisation in Deutschland (Makroebene)

Die Finanzgerichtsbarkeit entscheidet über öffentlich-rechtliche Streitigkeiten in Abgabenangelegenheiten, soweit die Abgaben von Bundes- oder Landesbehörden verwaltet werden, sowie über berufsrechtliche Streitigkeiten der Steuerberater nach dem Steuerberatungsgesetz. Behörden in diesem Sinne sind vor allem, aber nicht nur, die Bundesbehörden, Finanzämter und die (Haupt-)Zollämter als örtliche Behörden.

### Finanzrechtsweg
Nach der Finanzgerichtsordnung ist der Finanzrechtsweg gegeben bei öffentlich-rechtlichen Streitigkeiten über bundesgesetzliche Abgabenangelegenheiten. 

#### Finanzgericht
Das Finanzgericht entscheidet im ersten Rechtszug über alle Streitigkeiten, für die der Finanzrechtsweg gegeben ist:
Dazu gehören Klagen gegen Steuerbescheide der Finanzämter, gegen Zoll- und Verbrauchsteuerbescheide der Zollämter sowie seit 1996 auch gegen Kindergeldbescheide der Familienkassen. Das Finanzgericht ist auch zuständig für öffentlich-rechtlichen Streitigkeiten über die Vollziehung von anderen Verwaltungsakten durch Bundes- oder Landesfinanzbehörden nach den Vorschriften der Abgabenordnung, in bestimmten Streitigkeiten über das Berufsrecht der Steuerberater und für öffentlich-rechtlichen Streitigkeiten, soweit für diese der Finanzrechtsweg durch Bundes- oder Landesgesetz eröffnet ist. Zu letzteren gehören die Angelegenheiten des Europäischen Marktordnungsrechts.

#### Bundesfinanzhof
Der Bundesfinanzhof entscheidet über das Rechtsmittel:
1. der Revision gegen Urteile des Finanzgerichts und gegen Entscheidungen, die Urteilen des Finanzgerichts gleichstehen,
2. der Beschwerde gegen andere Entscheidungen des Finanzgerichts, des Vorsitzenden oder des Berichterstatters.
Die Finanzgerichtsbarkeit ist von der Verwaltungsgerichtsbarkeit abzugrenzen. Diese ist für die nicht abgabenrechtlichen öffentlich-rechtlichen Streitigkeiten zuständig.

### Beschränkung der Finanzgerichtsbarkeit auf die Rechtskontrolle
Die Richterinnen und Richter der Finanzgerichtsbarkeit sind, wie alle Richter, gemäß dem Deutschen Richtergesetz unabhängig, um ihre Objektivität sicherzustellen. Die Trennung von Verwaltung und Gericht führt dazu, dass die Finanzgerichtsbarkeit sich auf die Überprüfung der Rechtsanwendung beschränkt. Wenn die Finanzbehörde Ermessensentscheidungen treffen kann, hat das Finanzgericht grundsätzlich nur zu prüfen, ob diese Entscheidungen auf einer Überschreitung oder einem Missbrauch des Ermessens basieren. Beispielsweise liegt es im Ermessen der Finanzbehörden, ob sie aus Billigkeitsgründen Steuern erlassen. In solchen Fällen überprüfen die Finanzgerichte lediglich die Rechtmäßigkeit des behördlichen Handelns im Einzelfall, jedoch nicht die Zweckmäßigkeit der Entscheidungen. Die Finanzgerichte dürfen nicht ihr eigenes Ermessen anstelle des Ermessens der Finanzbehörden anwenden.

## Verfahren
Die Verfahren vor den Finanzgerichten finden nach den Vorschriften der FGO statt. 

### Klagearten
Die Klagearten bestimmen sich nach der Finanzgerichtsordnung, sind aber im Wesentlichen identisch mit denen der Verwaltungsgerichtsbarkeit.
Der Zugang zum Finanzgericht erfolgt durch eine fristgebundene Klage. Die wichtigsten Klagearten sind laut Gesetz die Anfechtungsklage und die Verpflichtungsklage, abhängig davon, ob der Kläger behauptet, durch einen erlassenen, abgelehnten oder unterlassenen Verwaltungsakt in seinen Rechten beeinträchtigt zu sein. In bestimmten Fällen sind auch eine Feststellungsklage, eine Sprungklage und eine Untätigkeitsklage zulässig.

### Allgemeine Verfahrensvorschriften
Die Beteiligten können vor dem Finanzgericht den Rechtsstreit selbst führen. Vertretungsbefugt sind Rechtsanwälte, Steuerberater und Wirtschaftsprüfer. Das Gericht weist Bevollmächtigte, die nicht vertretungsbefugt sind, durch unanfechtbaren Beschluss zurück. Vor dem Bundesfinanzhof, aber nicht vor den Finanzgerichten, besteht Vertretungszwang durch einen Angehörigen dieser Berufsgruppen.

### Urteile und andere Entscheidungen der Finanzgerichte
Der Zugang zum Finanzgericht erfolgt durch eine fristgebundene Klage. Die wichtigsten Klagearten sind laut Gesetz die Anfechtungsklage und die Verpflichtungsklage, abhängig davon, ob der Kläger behauptet, durch einen erlassenen, abgelehnten oder unterlassenen Verwaltungsakt in seinen Rechten beeinträchtigt zu sein. In bestimmten Fällen sind auch eine Feststellungsklage, eine Sprungklage und eine Untätigkeitsklage möglich.

### Rechtsmittel beim Bundesfinanzhof
Nach der Finanzgerichtsordnung ist gegen die Urteile des Finanzgerichts die Revision an den Bundesfinanzhof nur eröffnet, wenn 
1. die Rechtssache grundsätzliche Bedeutung hat,
2. die Fortbildung des Rechts oder die Sicherung einer einheitlichen Rechtsprechung eine Entscheidung des Bundesfinanzhofs erfordert oder
3. ein Verfahrensmangel geltend gemacht wird und vorliegt, auf dem die Entscheidung beruhen kann.[11]

## Sonstiges
Wegen des besonderen Rechtsgebiets unterscheiden sich die Finanzrichter in einigen Bundesländern auch durch das Tragen einer andersfarbigen (tiefblauen) Robe von den Richtern der anderen Gerichtsbarkeiten.